# Пишачи
Пи́шачи (санскр. पिशाच, IAST: piśāca) — в индийской мифологии злобные и вредоносные демоны, нападающие на людей, пожирающие их и пьющие их кровь.
Уже в поздневедийской литературе они входят в триаду демонов — асуры-ракшасы-пишачи, противостоящую триаде благих существ: девы-люди-питары. Против пишачей существуют специальные заклинания и травы, так как они способны на похищение душ людей. Вместе с бхутами, веталами и якшами пишачи обитают в местах кремации покойников. Кроме этого, местами их жительства бывают пустые дома и дороги. Передвигаются эти демоны в сумерках. Кто увидит пишачей, тот в течение 9 месяцев умрёт, если только не задобрит духов своими приношениями. Они способны принять любой облик и даже стать невидимками.
При этом сами пишачи обычно рассматриваются как проклятые души питаров. Согласно же брахманам и «Махабхарате», пишачи были созданы Брахмой вместе с асурами и ракшасами из отдельных капель воды, оставшихся после тех капель, из которых были созданы девы, люди и гандхарвы, или возникли из мирового яйца. По пуранам пишачи — это дети Кашьяпы и его жены Пишачи (Кродхаваши, Капиши) или созданы Брахмой из своего гнева («Вишну-пурана»).
Из-за сведений о пайшачи, специальном языке пишачей, и их локализации в горах Виндхья считается, что миф о них мог иметь историческую основу, обозначив в образе этих демонов какое-нибудь враждебное ариям племя.